# Спорт в Исландии

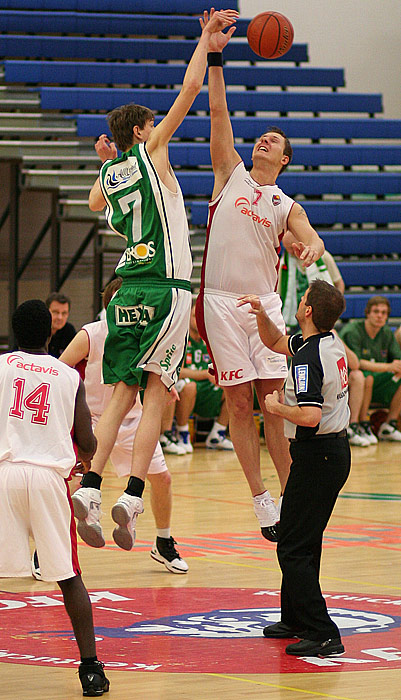
Баскетбол в Исландии

Спорт в Исландии очень популярен, благодаря чему исландцы являются очень здоровой нацией. Наиболее популярные виды спорта в Исландии — гандбол, футбол, лёгкая атлетика, баскетбол, гольф, волейбол, теннис, плавание, шахматы и верховая езда.
Гандбол в Исландии часто называют национальным видом спорта. Сборная Исландии по гандболу является одной из самых сильных в мире, она выиграла серебряную медаль на летних Олимпийских играх 2008 в Пекине, и бронзовую медаль на чемпионате Европы 2010.
Шахматы издавна пользуются популярностью в стране, гроссмейстеры Фридрик Олафссон, Йохан Хьяртарсон, Йоун Арнасон, Маргейр Петурссон и другие имеют высокие рейтинги ФИДЕ.
Особенно популярен в Исландии гольф, в него играет каждый 8-й житель страны.
Силовые виды спорта также привлекают исландцев. В пауэрлифтинге Хафтор Бьёрнссон поставил мировой рекорд тяги (501 кг). Распространён такой вид борьбы, как глима, которая зародилась ещё во времена викингов.
Альпинизм — очень распространённый вид отдыха в Исландии, популярны восхождения на пик Þumall (1270 метров) в национальном парке Скафтафедль, а реки Исландии привлекают рафтеров со всего мира.
Хоккей набирает популярность в Исландии, каждый 500-й исландец играет в хоккей на льду.
Исландские футболисты играют в престижных спортивных клубах мира — например, Эйдур Гудьонсен играл в Английской Премьер-лиге за «Челси», выиграв по два раза чемпионский титул (2005, 2006) и Суперкубок (2000, 2005), а также Кубок Футбольной лиги 2005. Кроме того, в составе «Барселоны» Эйдур в 2009 году выиграл чемпионат, Кубок и Суперкубок Испании, а также Лигу чемпионов и Суперкубок УЕФА.
На чемпионате Европы 2016 года футбольная сборная Исландии дошла до четвертьфинала, на стадии 1/8 финала выбив из розыгрыша изначально считавшихся фаворитами матча англичан.
Отбор на чемпионат мира в России в 2018 году исландцы преодолели успешно, одержав в десяти матчах семь побед и оставив позади себя крепкие сборные Хорватии, Украины и Турции, впервые квалифицировавшись в финальную часть чемпионата мира. Исландия стала самой малонаселённой страной, сборная которой принимала участие в финальном турнире чемпионатов, побив «рекорд» сборной Тринидада и Тобаго.
В 1991 году исландская команда стала чемпионом мира по бриджу, выиграв Бермудский кубок в Иокогаме.
Стрелковый спорт популярен в стране с XIX века, практикуются все виды стрельбы из стрелкового оружия, старейшая спортивная ассоциация Исландии — Рейкьявикская стрелковая ассоциация, основанная в 1867 году.